# James T. Kirk
James Tiberius „Jim” Kirk este un personaj fictiv din universul Star Trek. El este personajul principal din „Star Trek: Seria originală” și câteva filme care i-au urmat, fiind interpretat de actorul William Shatner. Kirk a comandat două nave spațiale numite Enterprise: USS Enterprise (NCC-1701) și USS Enterprise (NCC-1701-A).
Prima apariție a lui „Jim” Kirk (interpretat de Shatner) a fost în episodul original „The Man Trap” la 8 septembrie 1966. Alți actori au interpretat personajul în producții ale fanilor, iar personajul a fost subiectul mai multor parodii și satire.

## Biografie
James Tiberius Kirk s-a născut în Riverside, Iowa, la 22 martie 2233, unde a fost crescut de părinții săi, George și Winona Kirk. Deși născut pe Pământ, Kirk a trăit o vreme pe Tarsus IV, unde a fost unul dintre cei nouă martori supraviețuitori ai masacrului celor 4.000 de coloniști de către Kodos, călăul. Fratele lui James Kirk, George Samuel Kirk, este menționat pentru prima dată în „Din ce sunt făcute fetele?” și introdus și ucis în „Operațiune: Anihilare!”, lăsând în urmă trei copii.
 